# 宮島将郎
宮島 将郎（みやじま まさろう、1937年〈昭和12年〉7月27日 - 2025年〈令和7年〉5月23日）は、日本のテレビプロデューサー・実業家、元ラジオパーソナリティー、社会運動家、音楽家。

## 経歴
東京都新宿区出身。東京教育大学附属高等学校（現：筑波大学附属高等学校）卒、1962年（昭和37年）慶應義塾大学商学部卒。在学中は慶應義塾ワグネル・ソサィエティー男声合唱団に所属し副指揮者を務める。2025年（令和7年）現在埼玉県入間市に在住していた。

### テレビプロデューサー・実業家として
1962年（昭和37年）日本テレビ放送網株式会社入社、芸能局音楽班配属。教育・音楽番組を制作。宮島が最も気に入っている番組は幼児教育番組『カリキュラマシーン』だという。同番組は現在も多くの番組に影響を与えている（詳細は『カリキュラマシーン』の項を参照）。同番組については放映当時子供であった視聴者たちによる「平成カリキュラマシーン研究会」というファンクラブが存在し、2020年現在も宮島と交流がある。
日本テレビでは主として音楽番組を担当し、入社した年に誕生した読売日本交響楽団の番組を主としていたが、1973年（昭和48年）に、宮島は在京の11のプロオーケストラが招く著名な演奏家のほとんどが外来であることに疑問を抱き、日本にも無名だが優秀な演奏家が居るはずで、彼らを番組のゲストに招き、演奏とインタビューでその存在を世に知らせ、世界に羽ばたかせることを目的とする「私（ゲスト）の音楽会」という番組を始めた。演奏家は読売日本交響楽団との共演、室内楽を演奏する合間にインタビューで音楽との出会い、学習の経緯、将来への意欲を話した。その結果、彼らの存在はクラシックファンの視聴者とマネージメント業界に知れ渡り、他のオーケストラから招かれ、演奏のみならず教育の分野でも成長した。その代表が世界的に著名な内田光子（ピアニスト）である。「私の音楽会」は11年半の間に１時間番組を約270本放送し、クラシック音楽界で忘れられない番組になっている。
1981年（昭和56年）日本テレビ音楽株式会社に出向。オーディション番組『スター誕生』に合格した中森明菜、小泉今日子等のデビューを支援したが、制作第一線を離れた物足りなさと、「馬鹿な上司がいないところで好きな仕事をしたい」という思いが昂じ、1983年（昭和58年）に日本テレビ放送網株式会社を退社。「株式会社モザイク」を設立し代表取締役に就任。「知恵を売るビジネス」を標榜し新宿にオフィスを構える。商品・コンセプトの企画・開発・マーケティング、商品の輸入販売、ソフトウェアの企画・開発等を手掛けた（なお、株式会社モザイクには1名のイェール大学Whiffenpoofs（後述）出身者が勤務していた）が、次第に経営が限界となり、採算事業のみを担当役員・社員とともに順次独立させ、最後には宮島一人と累積債務だけが残った。2003年（平成15年）、新宿のオフィスを閉鎖し入間市へ移転。株式会社モザイクは休眠する。なお累積債務は宮島個人が完済した。
2005年（平成17年）にインターネットでのカリキュラマシーンファンとの交流をきっかけに、「今のテレビに無い番組を自分で作ろう」と思い立ち、宮島の個人プロジェクト「大逆襲プロダクション」を旗揚げ（奇妙な名前はラジオパーソナリティーを務めた番組（後述）より採られた）。平成版カリキュラマシーン（？）幼児教育ギャグ番組『パピプペポロン』を制作。プロデューサーは宮島、スタッフは日本テレビ時代等の人脈、台本等は番組ファンの有志、出演者は近隣住民等であった。ケーブルテレビ会社に販売する目論見であったが、現在まで買い手は現れず、宮島が拠出した製作費500万円は未回収となっている。
2018年（平成30年）「今のテレビには無い、真面目で、世のため、人のためにになる番組を作って公開する」ことを目的に、「昔のテレビ局株式会社」をインターネットに設立し、代表取締役に就任。80歳を超えても新規事業を軌道に乗せるために第一線で奔走していた。

#### 主な担当番組

##### 日本テレビ放送網
- カリキュラマシーン
- 美空ひばりショー
- 圭三ビッグプレゼント
- コンサート・ホール（読売日本交響楽団）
- 名曲をあなたに（読売日本交響楽団）
- だんいくまポップスコンサート
- おしゃべりオーケストラ
- 私の音楽会

##### 大逆襲プロダクション
- パピプペポロン
- 年寄りの逆襲

##### 昔のテレビ局株式会社
- 未来からくる演奏家を聴く会
- ＡＩ与太バナシ
- サントリーホール室内楽アカデミー・ワークショップ
- アルゼンチン・タンゴの極意
- ダールンのきままな旅
- 音楽朗読劇「戦場と、恋文」
- 膵臓がんの手術を経験して
- 呼吸と細胞活性
- 絵画と音楽が織りなす水のコンチェルト
- 下町お寺タンゴ
- 二胡 無限動
- 子どもシネマスクール
- 広島1945年8月6日午前8時15分～原爆被爆者たちの証言
- ギニョさんカリキュラマシーンを語る
- 宮島将郎・今のテレビに喝
- アマルそれは希望
- 追憶
- 2018年 秋の熱海市
- ベビー・ポリスマン
- アゲイン コンサート
- アリババと15人の盗賊 コンサート
- 林敏夫「多言語・多文化主義と複言語・複文化主義と」
- 女医JOYプロジェクト

### ラジオパーソナリティーとして
埼玉県入間市のコミュニティーFM局エフエム茶笛（チャッピー）において『年寄りの逆襲』のパーソナリティーを務める。番組のコンセプトは「若者から、汚くて、臭いと敬遠される年寄りが、価値観を堂々と前に出し、年寄りと若者に連帯のメッセージを送る」というものである。妻の宮島雅子との対談トーク形式であり、「あんな奴（実名）は早く死んだほうが世のためになる」などの類の発言が飛び出す過激な内容もあった。そして雅子が脳腫瘍で逝去するまで4年半にわたり番組は続けられた。

### 社会運動家として

#### ウィッフェンプーフス来日公演のコーディネーター
ウィッフェンプーフス(The Whiffenpoofs)とは、米国イェール大学内の複数の合唱団から毎年選抜される精鋭14人によるコーラスグループである。宮島が日本テレビで音楽番組を制作していた1980年のある日、高校の先輩から送られてきたWhiffenpoofsのレコードを聴き、「自分が大学でやった男声合唱と違う」「軽快で、楽しく、ハーモニーが美しい」と感銘を受け、このコーラスを日本に紹介しようと、1982年に来日したWhiffenpoofsをゲストに招き、１時間番組を２本作って放送した。
1983年に日本テレビを辞めてからも、来日公演のコーディネーターを毎年引き受け、ホストファミリーの斡旋や演奏会場の確保、チケット販売、演奏会マネジメント等の事務一切を若干のボランティアとともに2025年現在も行っていた。入場料は有料であるが、収益は諸費用に回され宮島は無報酬である。過去42年間に来日し世話をしたメンバーは総勢600人弱にのぼる。
この長年の功績により、宮島は2009年に米国ニューヘイブンのイェール大学キャンパス食堂Commonsで開催されたWhiffenpoofs創立100周年の記念式典に招かれ、グループに貢献した人物の表彰が行われたが、宮島は日本人でただ一人パンフレットに写真と紹介文が記載され、名前を呼ばれ大歓声で表彰を受けた。また、2019年10月11日のWhiffenpoofs創立110年記念行事にもホストファミリー11名とともに招かれ、宮島を知る歴代メンバー及びその家族も参加する晩餐会で大歓迎を受けた。その後、宮島はニューヨークのイェール大学同窓会員制ホテルYale Clubでのパーティーにも招かれ、メンバーたちから厚い祝福を受けた。

#### 未来からくる演奏家を聴く会
宮島が日本テレビ在籍時、在京オーケストラの指揮者やソリストが外来演奏家で占められていることへの疑問から、日本人演奏家を発掘するために『私の音楽会』を制作した。12年間に約300本放送された『私の音楽会』により、無名だった多くの若い演奏家たちが音楽関係者と聴衆の関心を集め、現在では第一線の演奏家として活躍している。宮島はこの番組の精神を放送でなく演奏会で再現しようと、1997年に「未来からくる演奏家を聴く会」を旗揚げした。演奏会は月1～2回というハイペースで開催され、2025年4月までに293回を数える。出演者の募集・選考から演奏会場の確保、会員募集・会費徴収、チケット販売、演奏会マネジメント等の事務一切は宮島と若干のボランティアが行っている。「若い音楽家を育てる」趣旨から、出演者にチケット販売などの経済的な負担は無い。会費やチケット代は有料であるが、収益は出演者に還元され、宮島は無報酬であった。趣旨・回数・規模いずれも類例がない社会運動であるが、これまでに宮島に対して栄典が贈られたことは無い。会員以外スポンサーも無い。しかしながら宮島は意に介さず次回の演奏会の案を練っていた。

#### エルサレム・ユース・コーラス
Whiffenpoofs2011年のメンバーでユダヤ系アメリカ人マイカ・ヘンドラー（Micah Hendler）が日本公演で滞在中、「私は卒業後イスラエルでイスラエルとパレスチナの高校生のコーラスを作ることを計画しています」と言うのを聞いた宮島は「良いアイディアだから、結成したら日本に来るといい」と答えた。2012年にヘンドラーはイェール大学卒業後まもなくイスラエルに渡り、イスラエル人とパレスチナ人の高校生が合同で混声合唱をするエルサレム・ユース・コーラス（Jerusalem Youth Chorus）を結成し、指揮者に就任した。紛争当事者同士が一緒にコーラスをするというこの試みは世界中で驚嘆された。
宮島とヘンドラーは2014年8月の日本公演を計画し、宮島は資金集め（ホームページでの募金と公演チケットの販売、応援Tシャツの販売、ブリヂストン株式会社・東京倶楽部・キワニスクラブの協賛等）に奔走した。この計画は毎日新聞で記事が掲載され、それを読んだマスコミ各社から取材の申し込みが殺到し、宮島の会社は対応に追われた。33人のメンバーが約10日間日本に滞在し、京都1回、東京2回の公演は大成功となり、日本テレビ、TBSテレビ、NHKが取材、放送し、大きな反響を呼んだ。本プロジェクトに関する助力等には以下のようなものがあった。
1. ホームページでの募金に応募した多くの人たちが合唱団の意義を認め、来日を強く希望したこと。
2. ガザの戦闘が日に日に激化する中でも応募が止まらなかったこと。
3. 賛助した企業と団体が極めて迅速に出金してくれたこと。
4. 外務省中東第一課が名義協賛してくれたこと。
5. 在イスラエル日本大使館がパスポートを持たないアラブ系高校生のビザを発行してくれたこと。
6. 駐日イスラエル大使館と駐日パレスチナ総代表部がプロジェクトを支持し、駐日イスラエル大使館はテルアビブ空港での出国問題回避に協力してくれたこと。
7. 天理教が宿泊施設を提供してくれたこと。

コーラスに応募した高校生たちは家庭や学校で、敵とコーラスをするのは裏切りだと責められたが、練習が始まってからは相手のメンバーも同じ人間だと家族や教師に言い、日本滞在中もきわめて親密だった。しかし、イスラエルの高校生が「僕たちには卒業すると兵役があり、戦場で出会う可能性がある」という発言をしたという。
この活動により、ヘンドラーは「2017年フォーブズ誌の選ぶ30歳以下の音楽家30人（30 Under 30 - Music 2017）」の一人に選ばれた。
次の日本招聘は2023年に計画されていた。2018年に宮島は発起人として一般社団法人「音楽の架け橋基金」を設立した。また、前回の協賛企業・団体、外務省、天理教は再度の協力を約束している。その他、広島公演への協力者が集まりつつある。

### 音楽家として
「音楽は趣味」とし「冗談音楽家」と自称しているが、学生時代から主に編曲に手を染め、クラシックからポピュラー音楽・歌謡曲（演歌を除く）、パロディー音楽に至るまで多様なジャンルの編曲を多数行っている。中でも“Seven  Beatles' Numbers”の評価は高く、第20回（1971年）東西四大学合唱演奏会の関西学院グリークラブ（北村協一指揮）、第6回（1987年）東西四大学OB合唱連盟演奏会のクローバークラブ（同志社グリークラブOB:山下裕司指揮）、第52回（2003年）東京六大学合唱連盟定期演奏会の慶應義塾ワグネル・ソサィエティー男声合唱団（仲光甫指揮）、第79回（2011年）関西学院グリークラブリサイタル（広瀬康夫指揮）において演奏されている。
また、1987年には、ソロとバックコーラスというWhiffenpoofsのスタイルを模して歌謡曲を無伴奏で歌う「アリババと15人の盗賊」を結成。さらには、2008年に男声合唱とバンドネオンの編成で外国のポピュラーソングを歌う「アゲイン」を結成した。いずれの演奏会においても、宮島は作詞、作曲、編曲、指揮、構成、演出、司会を担当。毎年サントリーホール ブルーローズ（小ホール：定員432名）を5日間満席にしたことに加え、地方（京都）公演も実施するなど、少人数のアマチュアコーラスとしては破格の人気と動員力を有した。
2013年「アリババと15人の盗賊」はテレビ朝日の『題名のない音楽会』に招かれ、宮島が編曲した冗談音楽『Gさん上のアリア』（原曲『G線上のアリア』）と『燃え尽き行進曲』（原曲『ラデツキー行進曲』）を歌って聴衆から大喝采を浴びた。
両団体とも2017年に団員の高齢化により解散したが、2018年、宮島の下でコーラスをしたいメンバーにより新たに「モア」が結成され、さらに2019年に「モア＆もっと」へと改編された。

## 著書

### 書籍
- 年寄りの逆襲: 愛とユーモアでガンに勝つ（大逆襲プロダクション） (2015/3/1)

### 楽譜
- ガチャさんの冗談音楽Vol1 男声4部合唱（作詞・編曲：宮島将郎）musiconpaper[12]
- ガチャさんの冗談音楽Vol2 男声4部合唱（作詞・編曲：宮島将郎）musiconpaper
- ガチャさんの冗談音楽Vol3 男声4部合唱（作詞・編曲：宮島将郎）musiconpaper
- ガチャさんの冗談音楽Vol4 男声4部合唱（作詞・編曲：宮島将郎）musiconpaper
- ガチャさんの冗談音楽Vol5 男声4部合唱（作詞・編曲：宮島将郎）musiconpaper